# Альфред Айк
Альфред Айк (нім. Alfred Eick; 9 березня 1916, Ессен — 12 квітня 2015 , Білефельд) — німецький офіцер-підводник, капітан-лейтенант. Кавалер Лицарського хреста Залізного хреста.

## біографія
21 вересня 1937 року вступив на службу в крігсмаріне кадетом. Служив на есмінці «Ріхард Байцен», на якому в перший рік війни здійснив 16 бойових походів. У листопаді 1940 року перейшов у підводний флот. Здійснив 2 бойових походи на підводному човні U-176.
22 травня 1943 року призначений командиром підводного човна U-510, на якій зробив 4 бойових походу (провівши в морі в цілому 354 добу).
Перший похід здійснив до берегів Бразилії, а потім був переведений з човном на Монсунську базу. Після цього основним районом його дій став Індійський океан.
Залишався командиром U-510 до кінця війни. На початку 1945 року здійснив перехід в Північну Атлантику і наприкінці квітня 1945 року прибув на базу Сен-Назер у Франції.
Всього за час військових дій Айк потопив 10 суден загальною водотоннажністю 67 191 брт і пошкодив 1 судно водотоннажністю 3702 брт.
| Дата            | Країна                                 | Тип               | Тоннаж | Вантаж | Екіпаж | Загинули | Країна             | Конвой |
| --------------- | -------------------------------------- | ----------------- | ------ | --- | ------ | -------- | ------------------ | ------ |
| 8 липня 1943    | B.P. Newton                            | Тепловий танкер   | 10,324 | 14 700 тонн авіаційного палива                                                                                               | 47     | 23       | Нідерланди         | TJ-1   |
| 8 липня 1943    | Eldena                                 | Торговий пароплав | 6,900  | 7640 тонн генеральних вантажів та 18 мішків пошти в Дурбан і Кейптаун                                                        | 66     | 0        | США                | TJ-1   |
| 8 липня 1943    | Everagra (пошкоджений)                 | Торговий пароплав | 3,702  | | ?      | ?        | Латвія             | TJ-1   |
| 10 липня 1943   | Scandinavia                            | Торговий теплохід | 1,641  | Генеральні вантажі, включаючи деталі машин, сталь, папір, шкури та олію                                                      | 25     | 0        | Швеція             |        |
| 22 лютого 1944  | San Alvaro                             | Тепловий танкер   | 7,385  | 11000 тонн моторного і дизельного палива                                                                                     | 53     | 1        | Британська імперія | PA-69  |
| 22 лютого 1944  | Erling Brøvig (безповоротно втрачений) | Тепловий танкер   | 9,970  | Нафта | 45     | 0        | Нідерланди         | PA-69  |
| 22 лютого 1944  | E.G. Seubert                           | Паровий танкер    | 9,181  | 79 000 барелів адміралтейського палива                                                                                       | 70     | 6        | США                | PA-69  |
| 7 березня 1944  | Tarifa                                 | Торговий теплохід | 7,229  | Генеральні вантажі, включаючи 8240 тонн фосфатів, 1290 тонн сирої нафти і 500 мішків пошти                                   | 149    | 3        | Нідерланди         |        |
| 19 березня 1944 | John A. Poor                           | Торговий пароплав | 7,176  | 6300 тонн ільменіту і 2100 тонн генеральних вантажів, включаючи килимки, горіхи кеш'ю, джут, шкури, брухт і 100 мішків пошти | 73     | 34       | США                |        |
| 27 березня 1944 | HMS Maaløy (J136)                      | Мінний тральщик   | 249    | | 26     | 26       | Британська імперія |        |
| 23 лютого 1945  | Point Pleasant Park                    | Торговий пароплав | 7,136  | Генеральні вантажі | 58     | 9        | Канада             |        |

У травні 1945 року інтернований французькими військами. У липні 1947 року звільнений.Після війни закінчив Гамбурзький університет і успішно працював повіреним у справах.

## Нагороди
- Медаль «За вислугу років у Вермахті» 4-го класу (4 роки)
- Залізний хрест 2-го класу (12 січня 1940)
- Нагрудний знак есмінця (19 жовтня 1940)
- Нагрудний знак підводника (19 лютого 1943)
- Залізний хрест 1-го класу (29 серпня 1943)
- Німецький хрест в золоті (16 березня 1944)
- Лицарський хрест Залізного хреста (31 березня 1944)
- Відзначений у Вермахтберіхт (31 березня 1944)